# Pseudis
Pseudis e un género de anfibios anuros de la familia Hylidae, subfamilia Pseudinae.
Las ranas de este género se encuentran en el área comprendida entre las Guayanas, Venezuela, Trinidad, sur de Brasil, Paraguay, sudeste de Perú, este de Bolivia, nordeste de Argentina y Uruguay. 
Estas ranas tienen los renacuajos más grandes de todas las ranas del mundo. Inmediatamente antes de la metamorfosis, sus órganos reproductivos son casi funcionales. A veces, los animales individuales son un poco más pequeños cuando son ranas jóvenes que cuando son renacuajos mayores. A diferencia de la mayoría de las ranas, que continúan creciendo antes de alcanzar la madurez sexual, las ranas de este género pueden aparearse y poner huevos muy rápidamente después de la metamorfosis.
Los científicos tuvieron grandes dificultades para determinar en qué familia se debe colocar este género. Esto se debe a que los cuerpos de las ranas están adaptados a sus estilos de vida acuáticos, pero, como demostraría más tarde la evidencia del ADN, están más estrechamente relacionadas con las ranas de árbol, que trepan. A principios del siglo XXI, los estudios morfológicos y de ADN mostraron que estas ranas están relacionadas con otras ranas de la subfamilia Hylinae.

## Especies
Se reconocen las siguientes siete especies:
- Pseudis bolbodactyla Lutz, 1925
- Pseudis cardosoi Kwet, 2000
- Pseudis fusca Garman, 1883
- Pseudis minuta Günther, 1858
- Pseudis paradoxa (Linnaeus, 1758)
- Pseudis platensis Gallardo, 1961
- Pseudis tocantins Caramaschi & Cruz, 1998